# アティテュード (バレエ)

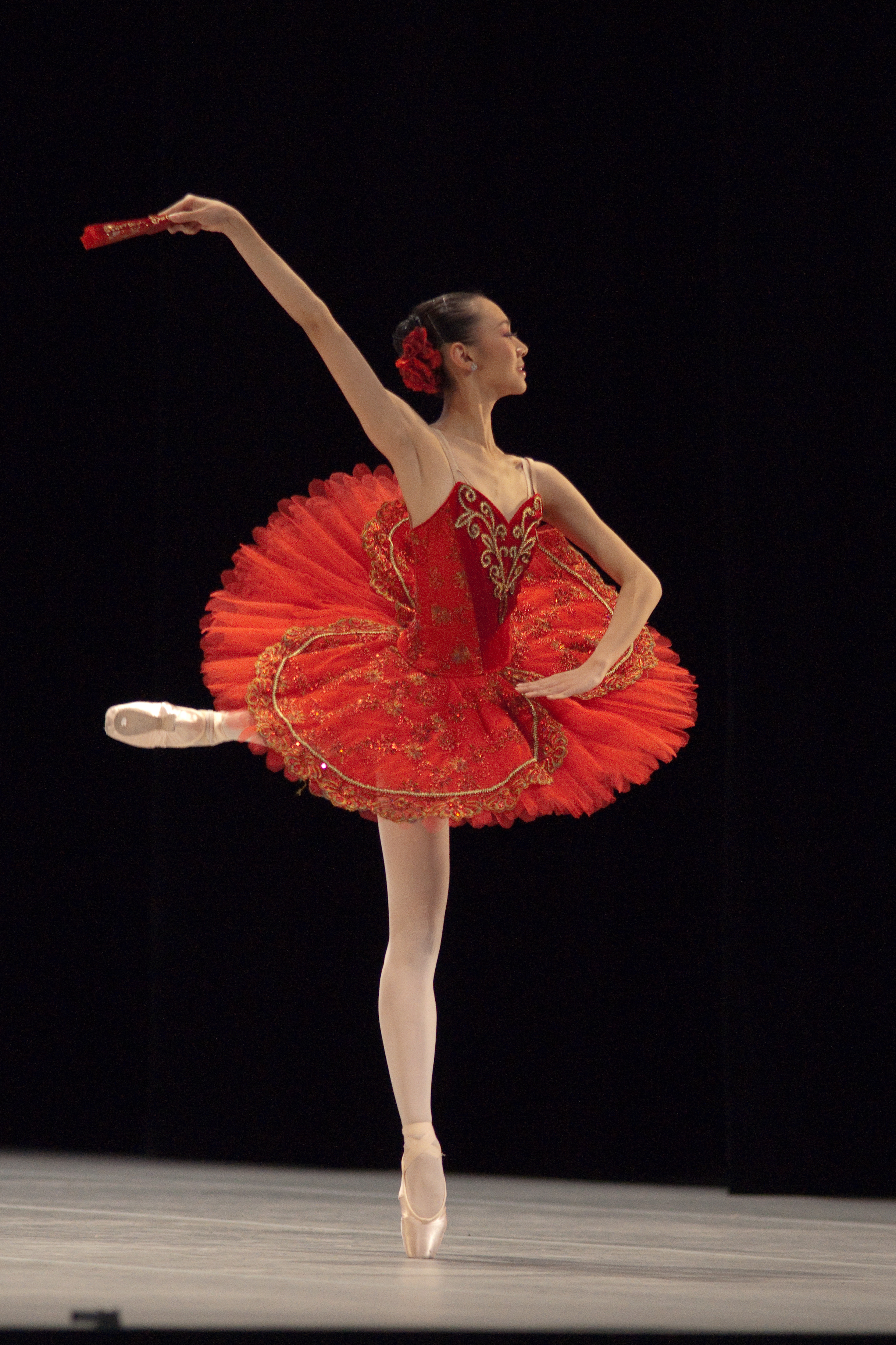
『ドン・キホーテ』キトリのヴァリアシオンより、アティテュード

アティテュード（仏: attitude、英: attitude、アティチュード、アチチュードなどとも）は、バレエにおける技法の1つ。アティテュードにはいろいろの形があるが、共通の概念としては「片方の脚を軸にして立ち、もう一方の脚は膝を約90度に曲げて体の前方または後方に持ち上げて保つ」ポーズである。アラベスクとともに、クラシック・バレエにおいて重要で美しい姿勢とされ、頻繁に用いられている。

## 概要
アティテュードという単語には、「姿勢、態度、身構え」などの意味があるが、どのような経緯でバレエ技法の名称に使われるようになったのかは不明である。このポーズについては、イタリアのバレエ指導者で『テルプシコレの法典』（The Code of Terpsichore、1828年）などの著作で名を残すカルロ・ブラジスが、後期ルネサンスからマニエリスム期にかけて活躍した彫刻家、ジャンボローニャ作のマーキュリー像にヒントを得て発案したと伝えられている。しかし、このポーズはブラジス以前から演じられていて、彼はそれを自著の中で明文化しただけであるともいわれる。なお、南インドのシヴァ神像にもアティテュードのポーズとよく似た形状のものがあり、こちらは現代バレエの振付家モーリス・ベジャールが自作品に取り入れている。
単に「アティテュード」という場合は、「持ち上げた脚を体の後方で保つ」ポーズを指す。「持ち上げた脚を体の前方で保つ」ポーズは「アティテュード・ドゥヴァン」（attitude devant）という。「ドゥヴァン」（devant）という単語には「前に」という意味があり、指導者によっては、アティテュード・ドゥヴァンという言葉を使わず「カトリエーム・ドゥヴァン」（quatrième devant、前の4番という意味）と呼ぶ場合も多い。　　
ダンサーの身体の線を直線的に長く美しく見せるアラベスクに対し、アティテュードはダンサーの身体の線が作り出す曲線と直線の組み合わせによって構成される。アティテュードはその印象的な形状によって、バレエの重要な場面でよく使用される。『白鳥の湖』第2幕でオデットを演じるバレリーナは、アティテュードのポーズを取ったまま両手を後方に伸ばして首を反らし、白鳥に変えられた乙女の姿を描写する。『眠れる森の美女』第1幕『ローズ・アダージョ』では、オーロラ姫が4人の求婚者に次々と支えられながらアティテュード・プロムナード（attitude promenade、アティテュードのポーズを取ったままゆっくりと回ること）を披露し、優雅さと格式を表現する。アティテュード・ドゥヴァンの場合は、『ドン・キホーテ』第2幕『夢の場』でのキューピッドが踊るヴァリアシオンや、『レ・シルフィード』で男性のサポートを受けながら2人の女性ソリストが踊るシーンなどで使われている。
このポーズは、バランスを見せる他にも、そのまま回転や跳躍を行うことができる。男性ダンサーの場合、アティテュードのままで回転または跳躍するパ（バレエのステップ）が多用され、ダイナミックさと勇壮さが強調される。『ドン・キホーテ』グラン・パ・ド・ドゥのコーダで、大きな跳躍を見せながら舞台上を一周する「グラン・ジュテ・アン・トゥールナン」（grand jeté en tournant）で、跳躍の合間に空中でアティテュードのポーズを取る「アティテュード・アン・レール」（attitude en l'air）が挿入される場合がある。この振付はボリショイ・バレエ団で活躍した名ダンサー、ウラジーミル・ワシーリエフの創案によるものとされ、映像に残る彼の踊りはまさに天翔けるマーキュリーの姿を想起させるものである。

## 主な種類
アティテュード及びアティテュード・ドゥヴァンは、身体の向きによってさらに「クロワゼ」「エファセ」（またはエファッセ）に分けられる。以下に挙げる例では、右脚で立ち、左脚を曲げて持ち上げる場合を説明している。
- アティテュード・クロワゼ（attitude croise）[10]「クロワゼ」は英語のcrossと同じく「十字型」という意である[3][11]。身体は左斜め前、右脚で立ち、左脚は左後ろで曲げ、支えの左脚と交叉するように見せる[6]。より丁寧な「アティテュード・クロワゼ・デリエール」（attitude croise derriere）という呼び方もある[3]。デリエールは「後に」という意[3]。
- アティテュード・エファセ（attitude efface）[10]「エファセ」は、「（体の一部を）引っ込める、消す、目立たなくさせる」もしくは「控えめな」の意[3][11]。身体は右斜め前、右脚で立ち、左脚は右後ろで曲げ、体を開くように見せる[6]。こちらもより丁寧な「アティテュード・エファセ・デリエール」（attitude efface derriere）という呼び方も使われている[3]。
- アティテュード・エファセ・ドゥヴァン（attitude efface devant）[10]身体は左斜め前、右脚で立ち、左脚は前で曲げる[3][6]。
- アティテュード・クロワゼ・ドゥヴァン（attitude croise devant）[10]身体は右斜め前、右脚で立ち、左脚は前で曲げる[3][6]。

その他に、 曲げた脚を上げずに爪先を床につけているアティテュード・ア・テール（attitude a terre）、90度とア・テール（地面にの意）の中間の高さに曲げた脚の高さを保つドゥミ・アティテュード（demi-attitude）などがある。